# Alexandra Völker
Sofia Alexandra Völker, född 29 april 1989 i Sundbyberg, är en statsvetare och svensk politiker (socialdemokrat). Hon är ordinarie riksdagsledamot sedan 2014, invald för Stockholms läns valkrets.

## Karriär
Völker är bosatt i Rissne i Sundbybergs kommun. Hon har varit distriktsordförande för SSU i Stockholms län.
Hon avlade en magisterexamen i statsvetenskap vid Stockholms universitet 2014.
Völker är riksdagsledamot sedan valet 2014. I riksdagen är hon ledamot i utrikesutskottet sedan 2022 och suppleant i utrikesnämnden sedan 2018. Hon var ledamot i försvarsutskottet 2014–2022. Völker är eller har varit suppleant i bland annat civilutskottet, EU-nämnden, utbildningsutskottet, utrikesutskottet och riksdagens delegation till Natos parlamentariska församling. Hon var revisor i Systembolaget AB 2019–2020 och dessförinnan revisorssuppleant från 2015.